# البيع القضائي للعقار في النظام السعودي

## المزايدة العلنية لبيع العقار
إن بيع العقار لا يتم جبرا إلا عن طريق المزايدة العلنية والهدف من ذلك الحصول على أعلى ثمن للمال المحجوز.
و تبدأ المزايدة في جلسة البيع بالمناداة عليه في اليوم المعين للبيع.
ويمكن أن يحدث في الواقع العملي لعملية البيع القضائي عدة فروض، فيما يلي:

### الفرض الأول: إتمام البيع في الجلسة الأولى
وهذا هو الفرض المثالي حيث يزايد الحاضرون إلى أن يقدم أكبر عرض يعادل أو يفوق الثمن التقديري للعقار حسب تقدير أهل الخبرة، فيرسى المزاد على من تقدم بهذا العرض.
ويعد العرض الذي لا يزاد عليه خلال ربع ساعة منهيا للمزايدة.
وفي هذه الحالة يجب على من يرسو عليه أن يودع حال انقضاء جلسة البيع عشر الثمن الذي رسى به والمصروفات وأن يودع باقي الثمن خزانة المحكمة خلال عشرة أيام على الأكثر من تاريخ البيع عليه أو يقدم شيكا مقبول الدفع من مصرف معتبر بالإضافة إلى نفقات الحراسة والخبراء والملصقات والنشر.
وعند رسو المزاد على أحد الحاضرين يعلن عن ذلك ويسجل اسمه في محضر البيع ويؤخذ توقيعه وتوقيع شاهدين عليه.

### الفرض الثاني: تأجيل جلسة البيع مع إعادة تقدير الثمن
إذا لم يبلغ أكبر عرض الثمن التقديري يعاد تقديره ثم تعاد المزايدة عليه حتى يبلغ أكبر عرض الثمن التقديري، ولابد من إعادة الإعلان عن هذه الجلسة، ولا يعاد التقدير والمزايدة أكثر من ثلاث مرات وفي المرة الثالثة يباع بأكبر عرض في المزايدة.
ولاشك أن إعادة التقدير تعني إمكانية إنقاص الثمن، والحكمة من ذلك تشجيع الراغبين في المزايدة على الدخول فيها.

### الفرض الثالث: إعادة البيع لتخلف من رسى عليه المزاد عن الوفاء بالثمن
يجب على من رسى عليه أن يوفي بعشر الثمن فور انقضاء الجلسة مع إيداع الباقي خزانة المحكمة خلال عشرة أيام من تاريخ البيع، وهذا الالتزام جوهري في إتمام عملية البيع ونقل الملكية، فإذا أخل به يعاد البيع على مسؤوليته بمزايدة جديدة ويقع البيع طبقا للأحكام السابقة ،ولابد من التفرقة بين فرضين:
1- أن يرسى المزاد في جلسة إعادة البيع بثمن أقل من الثمن الذي رسى به المزاد الأول، عندئذ يلتزم المشتري المتخلف عن الوفاء بالتزامه بدفع فرق الثمنيين مع مصروفات المزايدة الجديدة.
2- أن يرسى المزاد الثاني بثمن أعلى من الثمن الذي رسى عليه المزاد الأول، وفي هذه الحالة يحصل المشتري المتخلف على الزيادة الناتجة عن هذا الفرق.

## انتقال الملكية إلى الراسي عليه المزاد
في جميع الأحوال التي يرسو فيها المزاد على الشخص الذي دفع كامل الثمن يجب أن يتم إفراغ العقار في ملكيته عن طريق التهميش على الصك ويرسل إلى الجهة التي صدر عنها الصك لنقل التهميش على سجلها وبذلك تنتقل الملكية لمن رسى عليه المزاد.